# Kalvsviks distrikt
Kalvsviks distrikt är ett distrikt i Växjö kommun och Kronobergs län. Distriktet ligger sydväst om Växjö. 

## Tidigare administrativ tillhörighet
Distriktet inrättades 2016 och utgörs av socknen Kalvsvik i Växjö kommun.
Området motsvarar den omfattning Kalvsviks församling hade 1999/2000.